# Das Millionenmädel
Das Millionenmädel ist ein kurzes, deutsches Stummfilmlustspiel aus dem Jahre 1919 von Alfred Halm mit Ossi Oswalda in der Titelrolle.

## Handlung
Ossi Wittgenstein geht auf ein Lyzeum und ist ein Wildfang und freches, junges Mädel, das gern Schabernack mit ihrer Umwelt treibt und damit die Konventionen pflegenden Mitmenschen ihres gesellschaftlichen Umfelds, vor allem ihre Tante und ihren Onkel, herausfordert. Derlei Normen gefallen Ossi überhaupt nicht, und sie rebelliert gern dagegen. Eines Tages wird ihr Nonkonformismus auf eine starke Probe gestellt, denn aus der frisch-kessen Schülerin wird dank einer Erbschaft eine reiche junge Dame: das titelgebende Millionenmädel. Prompt verliebt sie sich dann auch noch in einen jungen Mann. Es handelt sich dabei um den jungen Musikus Mauritius Natter, der ihr Musikunterricht gibt. Beide werden schließlich ein Paar.

## Produktionsnotizen
Das Millionenmädel entstand im Ufa-Union-Atelier in Berlin-Tempelhof, passierte im August 1919 und im September desselben Jahres im U.T. Kurfürstendamm uraufgeführt. Die Länge des Dreiakters betrug ursprünglich 986 Meter, bei der Neuzensur am 23. Februar 1921 nur noch 869 Meter.
Das Millionenmädel war der erste Film der Oswalda-Serie 1919/20. Regisseur Alfred Halm benutzte das Pseudonym H. Fredall.
Die Bauten entwarf Kurt Richter.

## Kritik
„H. Fredall hat es inszeniert und mit guten, Ein-, Aus- und Hinfällen reichlich gespickt. Sehr frei in der Darstellung wirkt es durch die burschikose Art doch mehr drastisch-komisch als pikant, ein Umstand, der dem Stück eigentlich zum Vorteil gelangt.“